# BBIBP-CorV
BBIBP-CorV, ook bekend als het Sinopharm-COVID-19-vaccin is een van de twee geïnactiveerde COVID-19-vaccins die door Sinopharm zijn ontwikkeld. Eind december 2020 was het in fase III-onderzoek in Argentinië, Bahrein, Egypte, Marokko, Pakistan, Peru en de Verenigde Arabische Emiraten (VAE) met meer dan 60.000 deelnemers. BBIBP-CorV gebruikt een gelijkaardige technologie als CoronaVac en BBV152, andere geïnactiveerde virusvaccins voor COVID-19.
Op 9 december maakte de VAE tussentijdse resultaten bekend van fase III-onderzoeken, waaruit bleek dat BBIBP-CorV een werkzaamheid van 86% had tegen COVID-19-infectie. Eind december kondigde Sinopharm aan dat zijn interne analyse een werkzaamheid van 79% aantoonde. Terwijl mRNA-vaccins zoals het Pfizer-BioNTech COVID-19-vaccin en mRNA-1273 een hogere werkzaamheid van meer dan 90% vertoonden, vormen deze vaccins voor sommige landen een uitdaging voor de distributie, aangezien ze diepvriesfaciliteiten en -vrachtwagens nodig hebben. BIBP-CorV kan worden vervoerd en opgeslagen bij normale gekoelde temperaturen.
BBIBP-CorV wordt gebruikt in vaccinatiecampagnes door bepaalde landen in Azië, Afrika, Zuid-Amerika, en Europa. Sinopharm verwacht in 2021 een miljard doses BBIBP-CorV te produceren. Op 26 maart zei Sinopharm dat er meer dan 80 miljoen doses waren toegediend.
Op 7 mei 2021 heeft de Wereldgezondheidsorganisatie (WHO) het Sinopharm-COVID-19-vaccin toegevoegd aan de lijst van vaccins die zijn goedgekeurd voor gebruik in noodgevallen voor de COVID-19 Vaccines Global Access (COVAX).